# Mission nationale pour la sauvegarde du patrimoine scientifique et technique contemporain
La Mission nationale pour la sauvegarde du patrimoine scientifique et technique contemporain (PATSTEC) a été créée en 2003 par le ministère de la Recherche français, qui en a confié la charge au Musée des arts et Métiers, après une initiative de préfiguration qui a impliqué à partir de 1996 la région des Pays de la Loire et l'université de Nantes. Le patrimoine concerné est tout d'abord matériel puisqu'il concerne des collections d'objets, ce qui les accompagne comme les cahiers de laboratoire ou cahier de manipulation et modes d'emploi, mais également immatériel. En effet, ces objets sont les témoins de l'enseignement, de la recherche, et de la mémoire de ceux qui les ont utilisés.

## Enjeux et objectifs
La mission nationale Patstec répond à deux objectifs principaux : l’inventaire et la valorisation du patrimoine scientifique et technique contemporain, en lien avec la recherche scientifique en animant un réseau national de partenaires qui travaillent à l’accomplissement de ces objectifs au moyen de :
- la sensibilisation à la sauvegarde du patrimoine scientifique et technique contemporain ;

- la constitution de « fiches-objets », versées dans une base de données nationale accessible en ligne ;
- la conservation des collections dans des locaux adaptés, sur place ou en institution spécialisée (musée) ;
- la coordination nationale des missions régionales par l’appui à la méthodologie ;
- la valorisation du patrimoine scientifique et technique contemporain sous diverses formes[Quoi ?] ;
- l’instigation de projets de recherche pluridisciplinaires.

## Base de données PATSTEC
La mission nationale PATSTEC (PATrimoine Scientifique et TEchnique Contemporain) est un inventaire prospectif sur tout le territoire français en vue de la conservation d'un patrimoine en devenir. Pour cela, les différents partenaires de l'opération doivent procéder à un repérage des objets susceptibles d'être inventoriés, les documenter, les inventorier, et les photographier. Ces résultats doivent ensuite être publiés sous forme de fiches d'inventaire, ou fiches objet, sur la base de données, accessible sur internet.

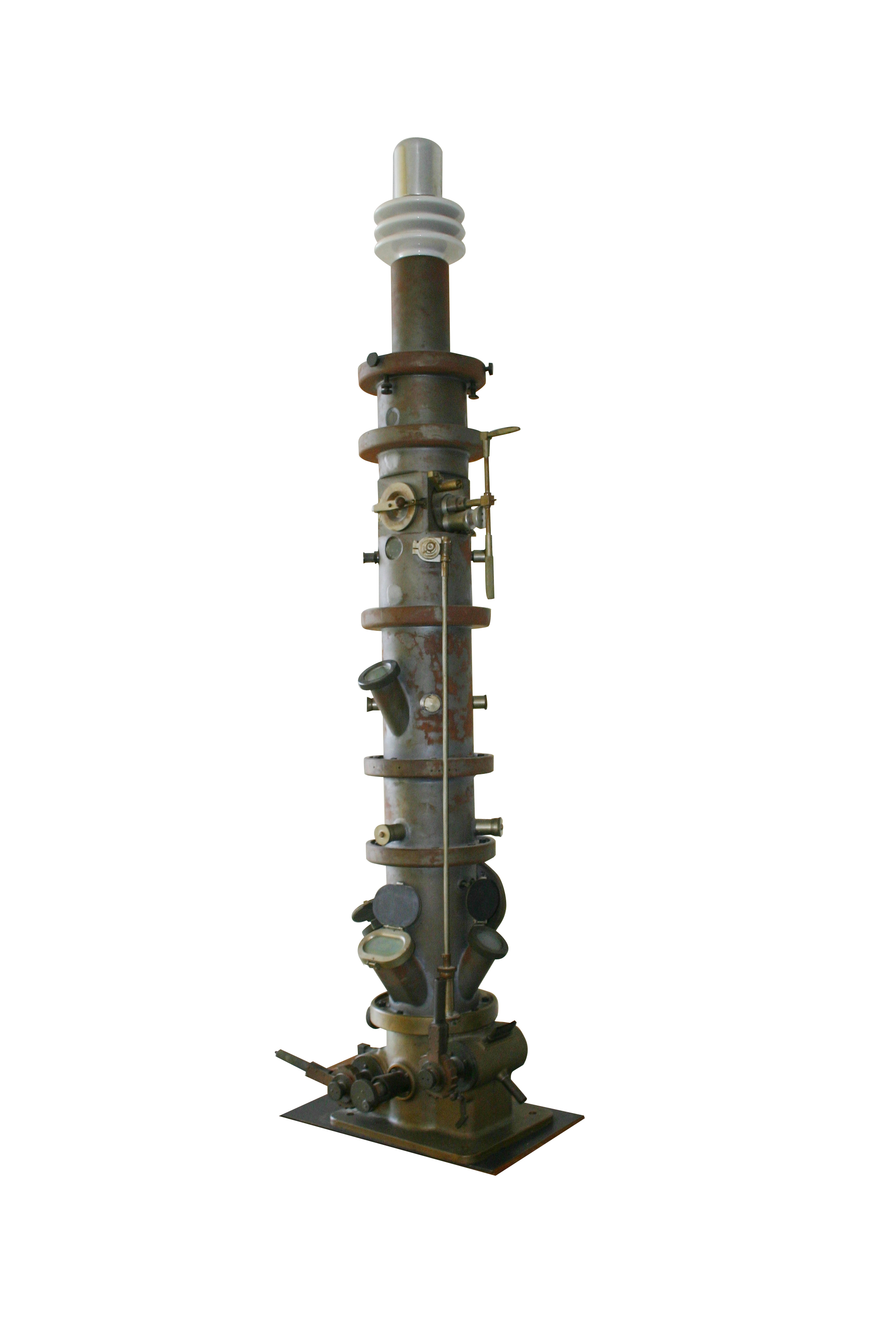
Colonne du microscope électronique dit "l'ancêtre", objet conservé dans le fonds PATSTEC Midi-Pyrénées

Cette base est l'équivalent dans le domaine scientifique et technique de la base Palissy pour le mobilier historique.

## Partenaires
La Mission repose sur un réseau de partenaires comprenant des universités, des organismes de recherche, des régions, départements et métropoles, des industriels et des associations. En septembre 2017, les partenaires déclarés par la Mission ou intégrés à l'interface de PATSTEC sont :
- régions : Aquitaine, Auvergne[3], Bourgogne, Bretagne, Centre, Champagne-Ardenne, Haute-Normandie, Île-de-France, Languedoc-Roussillon, Limousin, Lorraine, Midi-Pyrénées, Hauts-de-France, Pays de la Loire[4], Poitou-Charentes, Provence-Alpes-Côte d'Azur
- autres collectivités : ville de Grenoble
- association ACONIT à Grenoble
- organismes de recherche : CEA-IRFU, Météo-France, CERN
- universités : Paris-Saclay, Collections de l'université de Bourgogne, Université de Lille
- industriels : Essilor, Michelin, Fondation EDF